# Electronic Entertainment Expo 2019
Electronic Entertainment Expo 2019 (сокр. E3 2019) — 25-я международная выставка компьютерных игр Electronic Entertainment Expo (E3), которая проходила с 11 по 13 июня 2019 года в конференц-центре Los Angeles Convention Center в Лос-Анджелесе, штат Калифорния, США. E3 является ежегодной торговой выставкой в индустрии компьютерных игр, которая проводится организацией Entertainment Software Association (ESA). В рамках выставки, многие компании и крупные издатели провели свои пресс-конференции за несколько дней до начала мероприятия, за исключением компании Sony, которая впервые в своей истории пропустила мероприятие.

## Формат проведение и изменения
Выставка Electronic Entertainment Expo 2019 открылась 11 июня и продлилась до 13 июня 2019 года в конференц-центре Los Angeles Convention Center. За несколько суток до начала мероприятия, некоторые крупные издатели провели свои пресс-конференции, как правило, в виде презентации в большом кинотеатре прямой трансляцией или посредством потоковой передачи предварительно записанных видео, освещая новые анонсы игр, запланированных на следующий год. Во время самой выставки, разработчики и издатели показывали стенды, чтобы участники индустрии, пресса, представители розничной торговли и публика, могли попробовать новые игры и пообщаться с создателями. В близлежащих местах выставки E3 2019, были также проведены несколько дополнительных мероприятий, в том числе и турниры по компьютерным играм.
Впервые в истории выставки, Sony Interactive Entertainment не присутствовала на E3. Генеральный директор Sony Шон Лэйден в одном из интервью заявил, что за прошедшие годы E3 потеряла свою актуальность для Sony, поскольку компания на данный момент занимается розничной торговлей в рамках нового проекта Destination PlayStation. Как отметил Лэйден, причиной отказа послужила также нехватка громких проектов для анонса на мероприятии. В свою очередь Microsoft и Nintendo заявили о своих планах в участии в E3 2019.
В мае 2019 года во время переговоров между Entertainment Software Association (ESA) и Los Angeles Convention Center, было принято решение, что Лос-Анджелес останется площадкой для проведения мероприятия до 2023 года.

## Пресс-конференции

### Microsoft
Microsoft провела свою пресс-конференцию 9 июня 2019 года в 23:00 по МСК. Компания также продемонстрировала свои игры во время брифинга Inside Xbox 10 июня 2019 года. Во время презентации, среди игровых проектов были представлены: The Outer Worlds, Bleeding Edge, Ori and the Will of the Wisps, Minecraft Dungeons. Star Wars Jedi: Fallen Order, Blair Witch, Cyberpunk 2077 (включая краткое выступление Киану Ривза), Spiritfarer, Battletoads, The Legend of Wright, Microsoft Flight Simulator, Age of Empires II Definitive Edition , Wasteland 3, Psychonauts 2, Lego Star Wars: The Skywalker Saga, Dragon Ball Z: Kakarot, 12 Minutes, Way to the Woods, Gears 5, Dying Light 2, Forza Horizon 4: Lego Speed Champions, State of Decay 2: Heartland, Phantasy Star Online 2, CrossFire X, Tales of Arise, Borderlands 3, и Elden Ring.
На пресс-конференции Microsoft объявила, что многие из перечисленных игр, включая игры Xbox Game Studios, а также несколько игр от ID@Xbox, будут доступны на Xbox Game Pass при запуске. Компания также объявила, что Xbox Game Pass для платформы ПК выйдет в бета-версию в тот же день. Компания-разработчик Double Fine Productions, также была объявлена новой студией в Xbox Game Studios. В ходе конференции состоялась премьера нового беспроводного контроллера Xbox Elite и некоторые новые подробности касательно возможностей будущего игрового потокового сервиса Microsoft XCloud. Microsoft также официально подтвердила о разработке своей новой игровой консоли под кодовым названием Project Scarlett, одной из стартовых игр для данной модели консоли должна стать игра Halo Infinite.

### Ubisoft
Ubisoft провела свою пресс-конференцию 10 июня 2019 года, на ней были представлены новые игровые проекты: Watch Dogs Legion, Tom Clancy's Ghost Recon: Breakpoint, Tom Clancy's Elite Squad, Just Dance 2020,  Roller Champions, Gods & Monsters и Rainbow Six Quarantine, а также дополнения для уже вышедших Brawlhalla, Assassin's Creed Odyssey, Rainbow Six Siege, The Division 2 и For Honor.
Также на конференции Ubisoft анонсировала подписочный сервис UPLAY+, который за ежемесячную плату позволит играть в различные игры из магазина Uplay. Запуск сервиса состоится 3 сентября 2019 года для PC. 

### Nintendo
Nintendo провела презентацию Nintendo Direct 11 июня 2019 года на которой были представлены следующие игровые проекты: Dragon Quest XI S: Echoes of an Elusive Age - Definitive Edition, Luigi's Mansion 3, The Dark Crystal: Age of Resistance Tactics, The Legend of Zelda: Link's Awakening (ремейк), Trials of Mana (ремейк), Ведьмак 3: Дикая Охота, Fire Emblem: Three Houses,  Resident Evil 5, Resident Evil 6, No More Heroes 3, Contra: Rogue Corps, Daemon X Machina, Panzer Dragoon (ремейк), Astral Chain, Empire of Sin, Marvel Ultimate Alliance 3: The Black Order, Cadence of Hyrule, Mario & Sonic at the Olympic Games Tokyo 2020. Также во время презентации Nintendo объявила о переносе Animal Crossing: New Horizon на 20 марта 2020 года, анонсировано продолжение The Legend of Zelda: Breath of the Wild, представлены новые DLC для Super Smash Bros. Ultimate и сборники игр Collection of Mana и Contra Anniversary Collection. 
После презентации Nintendo с 11 по 13 июня 2019 года в рамках E3 2019 провела трансляцию Nintendo Treehouse: Live, на которой демонстрировался геймплей готовящихся к выходу новых игр, в том числе не показанных во время Nintendo Direct E3: Super Mario Maker 2, Pokémon Sword and Shield, Yooka-Laylee and the Impossible Lair (спин-офф), Hollow Knight: Silksong, Sakuna: Of Rice and Ruin и RAD, а также трейлер The Sinking City для Nintendo Switch.

## Список подтверждённых игр
Ниже представлен список значимых компьютерных игр, которым было уделено внимание на E3 2019.
| 2K Games - Borderlands 3 (PC / PS4 / Xbox One) Activision - Call of Duty: Modern Warfare (PC / PS4 / Xbox One) - Crash Team Racing Nitro-Fueled (PS4 / Switch / Xbox One) - Spyro Reignited Trilogy (PC / Switch) Asmodee Digital - Catan (Switch) Atlus - Catherine: Full Body (PS4 / PS Vita) - Persona 5 Royal (PS4) - Persona Q2: New Cinema Labyrinth (3DS) Annapurna Interactive - 12 Minutes (PC / Xbox One) Bandai Namco - Code Vein (PC / PS4 / Xbox One) - Disney Tsum Tsum Festival (Switch) - Dragon Ball Z: Kakarot (PC / PS4 / Xbox One) - Elden Ring (PC / PS4 / Xbox One) - Ni no Kuni: Wrath of the White Witch (PC / PS4 / Switch) - Tales of Arise (PC / PS4 / Xbox One) - The Dark Pictures: Man of Medan (PC / PS4 / Xbox One) Bethesda Softworks - Commander Keen (Android / iOS) - Deathloop (TBA) - Doom Eternal (PC / PS4 / Switch / Xbox One) - The Elder Scrolls: Blades (Android / iOS / Switch) - The Elder Scrolls: Legends (Android / iOS / PC) - The Elder Scrolls Online (PC / PS4 / Xbox One/ Stadia) - Fallout 76 (PC / PS4 / Xbox One) - GhostWire: Tokyo (TBA) - Rage 2 (PC / PS4 / Xbox One/ Stadia) - Wolfenstein: Cyberpilot (VR) - Wolfenstein: Youngblood (PC / PS4 / Switch / Xbox One/ Stadia) Bigben Interactive - Bee Simulator (PC / PS4 / Switch / Xbox One) - Farmer’s Dynasty (PC / PS4 / Switch / Xbox One) - The Fisherman – Fishing Planet (PS4 / Xbox One) - Overpass (PC / PS4 / Switch / Xbox One) - Paranoia: Happiness is Mandatory (PC) - The Sinking City (PC / PS4 / Xbox One) - Werewolf: The Apocalypse – Earthblood (PC / PS4 / Xbox One) - WRC 8 (PC / PS4 / Switch / Xbox One) Bungie - Destiny 2 (PC / PS4 / Xbox One / Stadia) Capcom - Monster Hunter: World (PC / PS4 / Xbox One) - Resident Evil 5 (Switch) - Resident Evil 6 (Switch) CD Projekt RED - Cyberpunk 2077 (PC / PS4 / Xbox One) - Ведьмак 3: Дикая Охота Digital Extremes - Warframe (PC / PS4 / Switch / Xbox One) Devolver Digital - Carrion (PC / TBA) - Devolver Bootleg (PC) - Enter the Gungeon: House of the Gundead (Аркадный автомат) - Fall Guys: Ultimate Knockout (PC / PS4) - My Friend Pedro (PC / Switch) - The Messenger: Picnic Panic (PC / PS4 / Switch) Digital Extremes - Warframe (PC / PS4 / Switch / Xbox One) Desk Works - RPG Time: The Legend of Wright (Android / iOS / PC / Xbox One) Electronic Arts - Anthem (PC / PS4 / Xbox One) - Apex Legends (PC / PS4 / Xbox One) - Battlefield V (PC / PS4 / Xbox One) - FIFA 20 (PC / PS4 / Switch / Xbox One) - Неназванная игра от Hazelight Studios - Lost in Random - Madden NFL 20 (PC / PS4 / Xbox One) - RustHeart - Sea of Solitude (PC / PS4 / Xbox One) - The Sims 4 (PC) - Star Wars Jedi: Fallen Order (PC / PS4 / Xbox One) | Epic Games - Fortnite Battle Royale (Android / iOS / PC / PS4 / Switch / Xbox One) Frontier Developments - Planet Zoo (PC) Good Shepherd Entertainment - John Wick Hex (PC) GungHo Online Entertainment - Grandia HD Collection (PC / Switch) Happy Bee - Way to the Woods (PC / Xbox One) inXile Entertainment - Wasteland 3 (PC / PS4 / Xbox One) Koch Media - Dead by Daylight (Switch) Konami - Contra Anniversary Collection (PC / PS4 / Switch / Xbox One) - Contra: Rogue Corps (PC / PS4 / Switch / Xbox One) - EFootball Pro Evolution Soccer 2020 (PC / PS4 / Switch / Xbox One) Lionsgate Games - Blair Witch (PC / Xbox One) Marvelous - No More Heroes III (Switch) Modus Games - Ary and the Secret of Seasons (PC / PS4 / Switch / Xbox One) - Bear With Me: The Lost Robots (PC / PS4 / Switch / Xbox One) - Lost Words: Beyond the Page (PC / PS4 / Xbox One) - Trine 4: The Nightmare Prince (PC / PS4 / Switch / Xbox One) Natsume - Cosmic Defenders (Switch) - Harvest Moon: Mad Dash (PS4 / Switch) - Reel Fishing: Road Trip Adventure (PS4 / Switch) Netflix - The Dark Crystal: Age of Resistance Tactics (PC / PS4 / Switch / Xbox One) - Stranger Things (Android / iOS) - Stranger Things 3: The Game (Android / iOS / PC / PS4 / Switch / Xbox One) Nintendo - Animal Crossing: New Horizons (Switch) - Astral Chain (Switch) - Cadence of Hyrule (Switch) - Daemon X Machina (Switch) - Fire Emblem: Three Houses (Switch) - Неназванный сиквел игры The Legend of Zelda: Breath of the Wild (Switch) - The Legend of Zelda: Link’s Awakening (Switch) - Luigi’s Mansion 3 (Switch) - Marvel Ultimate Alliance 3: The Black Order (Switch) - Pokémon Sword and Shield (Switch) - Splatoon 2 (Switch) - Super Mario Maker 2 (Switch) - Super Smash Bros. Ultimate (Switch) NIS America - The Legend of Heroes: Trails of Cold Steel III (PS4) Paradox Interactive - Empire of Sin (PC / PS4 / Switch / Xbox One) - Vampire: The Masquerade – Bloodlines 2 (PC / PS4 / Xbox One) Phoenix Labs - Dauntless (Switch) Private Division - Ancestors: The Humankind Odyssey (PC / PS4 / Xbox One) - The Outer Worlds (PC / PS4 / Xbox One) Rebellion Developments - Evil Genius 2 (PC) Sega - Alien: Isolation (Switch) - Catherine: Full Body (PS4 / PS Vita) - Judgement (PS4) - Mario & Sonic at the Tokyo 2020 Olympic Games (Switch) - Panzer Dragoon (Switch) - Persona Q2: New Cinema Labyrinth (3DS) - Phantasy Star Online 2 (Xbox One / PC) Smilegate - CrossFire X (PC / Xbox One) | Square Enix - Avengers (PC / PS4 / Stadia / Xbox One) - Battalion 1944 (PC) - Circuit Superstars (PC / PS4 / Switch / Xbox One) - Collection of Mana (Switch) - Dragon Quest XI S: Echoes of an Elusive Age – Definitive Edition (Switch) - Dragon Quest Builders 2 (PS4 / Switch) - Dying Light 2 (PC / PS4 / Xbox One) - Final Fantasy VII Remake (PS4) - Final Fantasy VIII Remastered (PC / PS4 / Switch / Xbox One) - Final Fantasy XIV: Shadowbringers (PC / PS4) - Final Fantasy Crystal Chronicles: Remastered Edition (Android / iOS / PS4 / Switch) - Kingdom Hearts Re:Mind (PS4 / Xbox One) - The Last Remnant Remastered (Switch) - Life Is Strange 2 (PC / PS4 / Xbox One) - Octopath Traveler (PC) - Oninaki (PC / PS4 / Switch) - Outriders (PC / PS4 / Xbox One) - Romancing SaGa 3 (Android / iOS / PC / PS4 / Switch / Vita / Xbox One) - SaGa: Scarlet Grace Ambitions (Android / iOS / PC / PS4 / Switch) - Trials of Mana (PS4 / Switch / PC) - War of the Visions: Final Fantasy Brave Exvius (Android / iOS) Starbreeze Studios - Psychonauts 2 (PC / PS4 / Xbox One) Team 17 - Yooka-Laylee and the Impossible Lair (PC / PS4 / Switch / Xbox One) Team Cherry - Hollow Knight: Silksong (PC / Switch) Thunder Lotus Games - Spiritfarer (PC / PS4 / Switch / Xbox One) Techland - Dying Light 2 (PC / PS4 / Xbox One) THQ Nordic - Biomutant (PC / PS4 / Xbox One) - Darksiders Genesis (PC / PS4 / Switch / Xbox One) - Desperados III (PC / PS4 / Xbox One) - Destroy All Humans! Remastered (PC / PS4 / Xbox One) - Monster Jam: Steel Titans (PC / PS4 / Xbox One) - SpongeBob SquarePants: Battle for Bikini Bottom – Rehydrated (PC / PS4 / Switch / Xbox One) - Wreckfest (PS4 / Xbox One) Tripwire Interactive - Maneater (PC) Ubisoft - Brawlhalla (PC / PS4 / Switch / Xbox One) - For Honor (PC / PS4 / Xbox One) - Gods & Monsters (PC / PS4 / Switch / Xbox One) - Just Dance 2020 (PS4 / Switch / Wii / Xbox One) - Roller Champions (PC) - Tom Clancy’s Elite Squad (Android / iOS) - Tom Clancy’s Rainbow Six Siege (PC / PS4 / Xbox One) - Tom Clancy’s Ghost Recon Breakpoint (PC / PS4 / Xbox One) - Tom Clancy’s Rainbow Six Quarantine (PC / PS4 / Xbox One) - Watch Dogs: Legion - Tom Clancy’s The Division 2 (PC / PS4 / Xbox One) Vertex Pop - Super Crush K.O (PC / Switch) Warner Bros. Interactive Entertainment - Lego Star Wars: The Skywalker Saga (PC / PS4 / Switch / Xbox One) Wizards of the Coast - Baldur’s Gate III (PC / Stadia) Xbox Game Studios - Age of Empires II: Definitive Edition (PC / Xbox One) - Battletoads (PC / Xbox One) - Bleeding Edge (PC / Xbox One) - Forza Horizon 4: Lego Speed Champions (PC / Xbox One) - Gears 5 (PC / Xbox One) - Gears Pop (Android / iOS) - Halo Infinite (PC / Xbox One) - Halo: The Master Chief Collection (PC / Xbox One) - Microsoft Flight Simulator (PC / Xbox One) - Minecraft Dungeons (PC / PS4 / Switch / Xbox One) - Ori and the Will of the Wisps (PC / Xbox One) - Psychonauts 2 (PC / PS4 / Xbox One) - State of Decay 2: Heartland (PC / Xbox One) Xseed Games - Akiba’s Trip: Hellbound & Debriefed (PC / PS4) - BurgerTime Party! (Switch) - Granblue Fantasy Versus (PS4) - Heroland (PS4 / Switch) - Rune Factory 4 Special (Switch) - Sakuna: Of Rice and Ruin (PC / PS4 / Switch) - Senran Kagura: Peach Ball (PC / Switch) |